# Metrodom Lakópark
A Metrodom Lakópark (vagy Metrodom Panoráma Lakópark) Budapest egyik legmagasabb lakóépület-komplexuma Budapest IV. kerületében, a Váci út közelében.

## Története

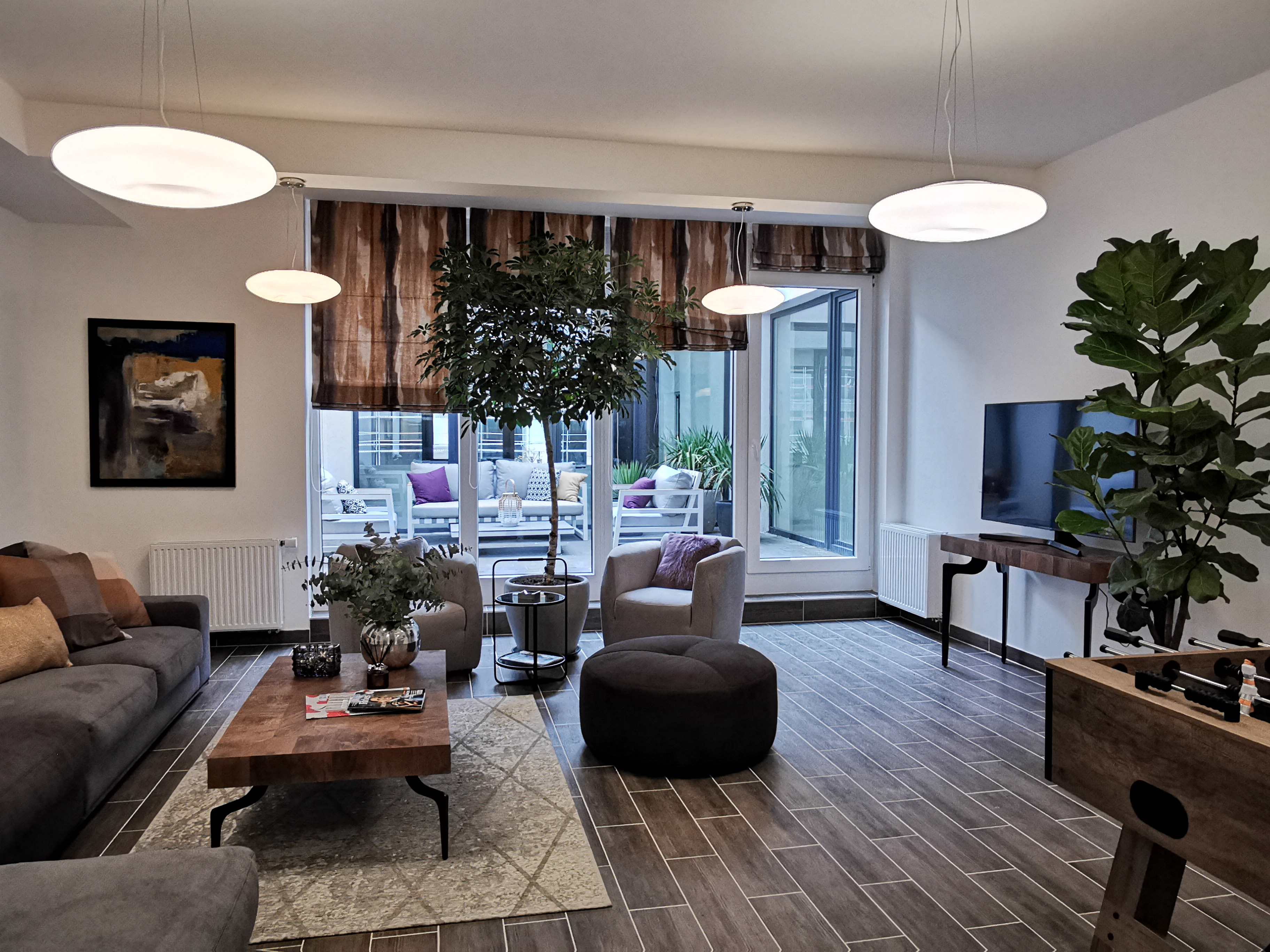
Egy bemutató lakás nappalija

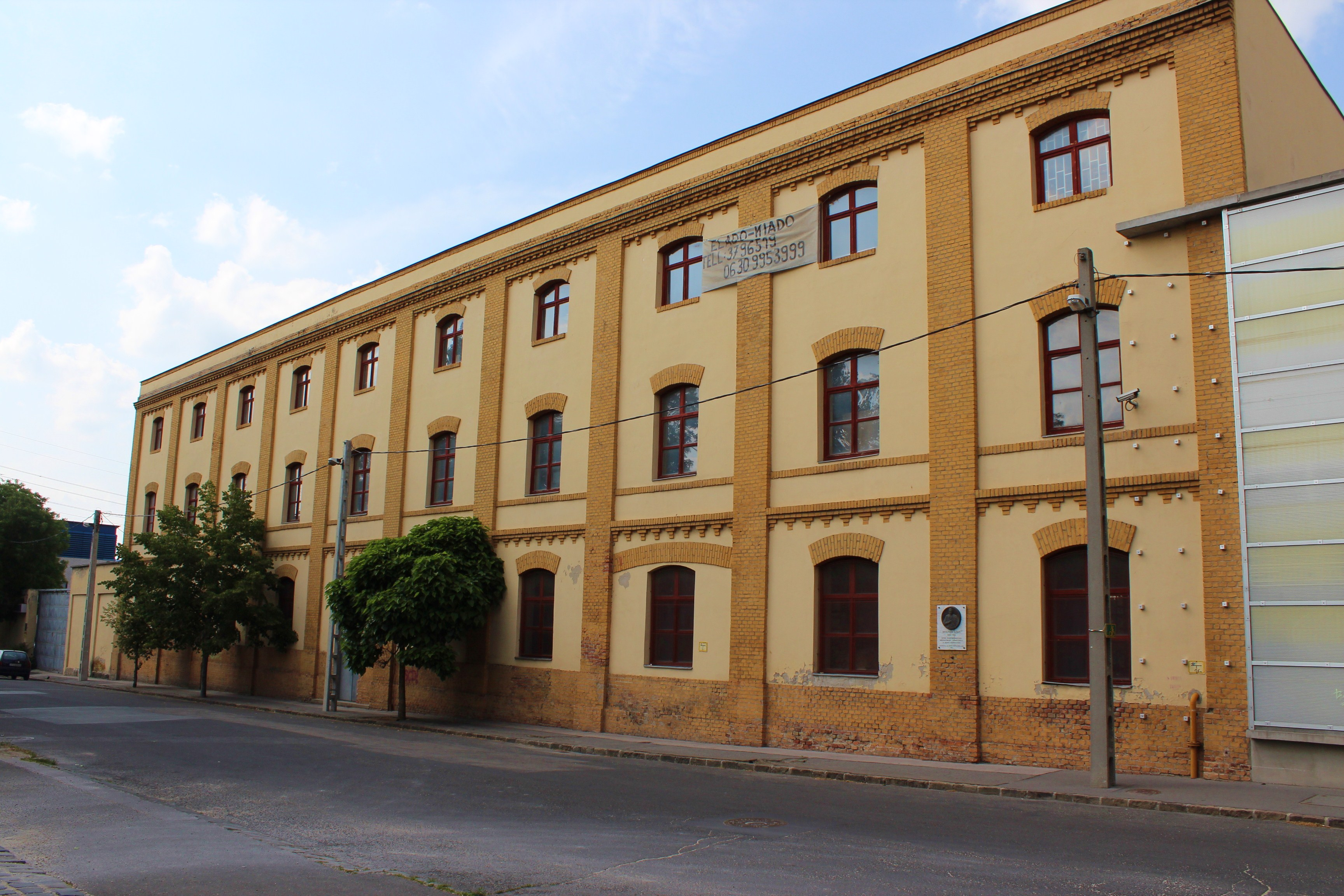
Megmaradt, felújított gyárépület

A lakóparkot 2017-ben kezdték el építeni és 2019-ben adták át teljesen. A területen korábban a Táncsics Mihály Bőrgyár (1948 előtt Wolfner-féle Bőrgyár) állt, amelyet két épület kivételével 2006 körül elbontottak.
Négy, egyenként 55 méter magas toronyból áll, amik 17 emeletesek, az alsóbb szinteken jelentősen szélesebbek, mint fent és összesen 632 lakást, valamint 19 üzletet és mintegy 2000 négyzetméternyi irodát tartalmaznak. A négy torony négy különálló épület, amiknek az egymáshoz legközelebbi sarkain emelkednek a tornyok. Kialakításuk során figyelembe kellett venni azt a kerületi koncepciót, ami az egyenesen a lakópark közepébe torkolló Liszt Ferenc utcát a jövőben gyalogos sétánnyá kívánja alakítani a Városházától egészen a Dunapartig. Emiatt a tornyok között széles tereket hagytak, amihez a koncepcióban szintén szereplő, a Váci út fölött átívelő leendő gyalogos híd is illeszkedni tud majd.
A 21. századi elvárásoknak megfelelve az épületek erkélyeire mintegy 170-200 fát és nagyjából 10 000 kisebb-nagyobb növényt ültettek, összesen nagyjából négy kilométer hosszúságú növényládákba. Ez a megoldás 2021-ben nemzetközi elismerést is kivívott, mivel ekkora léptékben ilyen „zöld fal” eddig még nem épült Európában. Ezeket a növényeket kizárólag az ezzel megbízott alpinisták gondozzák, öntözésüket pedig automata rendszer szolgálja ki.